# Michał Gröll

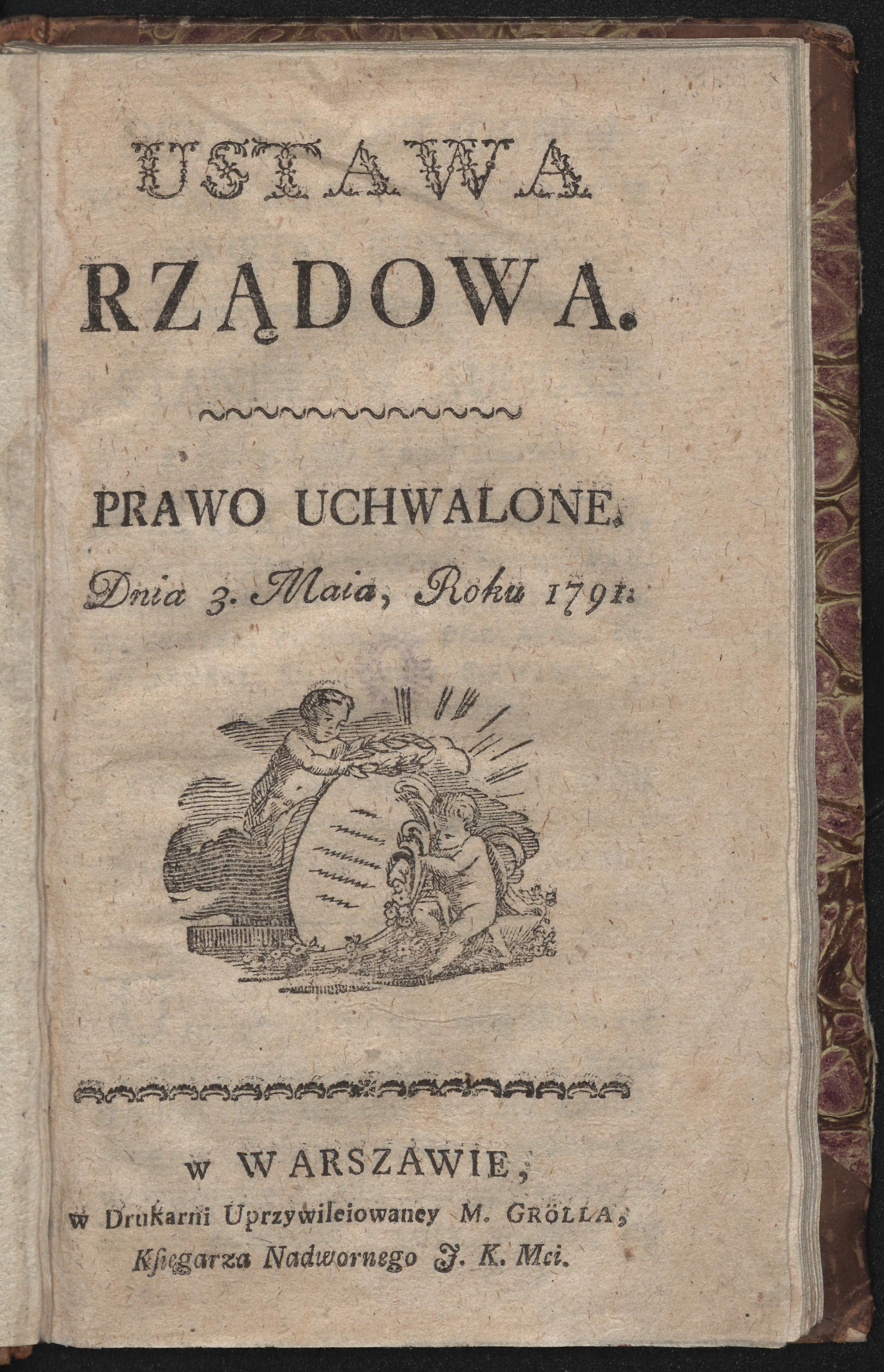
Strona tytułowa Ustawy rządowej, znanej jako Konstytucja 3 maja, wydanej u Michała Grölla, 1791 r.

Michał Gröll (także Grell, Groel; niem. Michael Gröll; ur. 11 grudnia 1722 w Norymberdze, zm. 2 września 1798 w Warszawie) – księgarz, nakładca i drukarz warszawski.

## Życiorys
Jego ojcem był Georg Gröll, fabrykant i wytwórca pasamonów. Brak bliższych informacji o tym, co robił do około 30. roku życia, gdzie i do jakich szkół uczęszczał, wiadomo tylko, że był na uniwersyteckich studiach i odbywał praktykę księgarską u Friesego i Rüdigera.
Zamieszkał w Dreźnie w 1750, w 1755 przystąpił do spółki księgarni nakładowej Jakoba Harpetera, a od roku 1756 prowadził własną księgarnię w Dreźnie. Nawiązywał w tym czasie kontakty – m.in. za pośrednictwem Christiana Friese – z polskimi księgarzami i wydawcami, co poskutkowało wkrótce tym, iż w 1759 zamieszkał Warszawie (nadal utrzymując swoją drezdeńską firmę księgarską), sprowadzony tu przez króla Augusta III Sasa, pełniąc obowiązki i nosząc tytuł „Komisarza nadwornego JKM ci na Zamku Warszawskim mieszkającego”. Wydawał tu „Warszawskie Extraordynaryjne Tygodniowe Wiadomości”, a w nim – m.in. informacje o wydawanych przez siebie publikacjach. Czasopismo to zawiesił w maju 1763 – z braku wystarczającej liczby prenumeratorów. W tym też czasie opuścił królewski zamek i osiadł na stałe w warszawskim Marywilu.

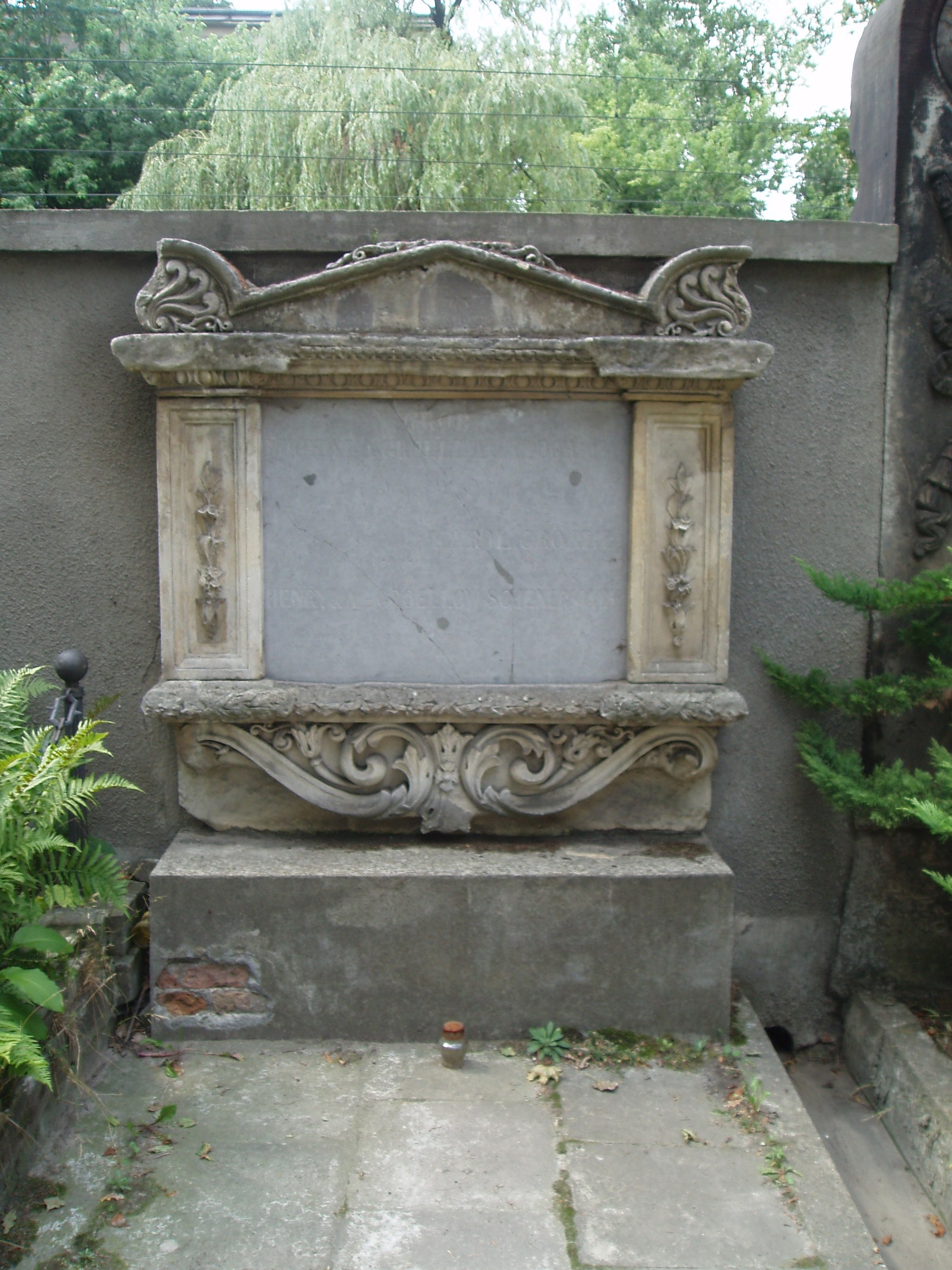
Grób Gröllów na cmentarzu ewangelicko-augsburskim w Warszawie

Przeniósłszy w 1768 swoją księgarnię z Drezna do Warszawy, założył tu drukarnię pod nazwą Narodowej i wydawał z niej książki polskie, nader ozdobnie i poprawnie. Jego także nakładem wychodził tygodnik „Zabawy Przyjemne i Pożyteczne” (1770–1777). Drukowane przezeń katalogi książek polskich i zagranicznych w latach 1775, 1790, 1791 i 1796 są prawie jedynymi z tych czasów źródłami do bibliografii polskiej. Monografię o nim napisał prof. Adolf Pawiński pt. „Michał Gröll, obrazek na tle epoki Stanisławowskiej” (Kraków, 1896), przy której znajduje się „Spis wydawnictw, wyszłych w Dreźnie, Lipsku i Warszawie, nakładem lub czcionkami Michała Grela (Groella)” etc., opracowany przez Zygmunta Wolskiego, pomocnika bibliotekarza Ordynacji hrabiów Krasińskich w Warszawie; spis ten wyszedł też osobno w stu egzemplarzach.
Do osiągnięć księgarza zalicza się m.in.: wprowadzenie polskiej książki na ważne targi książki w Lipsku. Jego działaniem było także wprowadzenie na stałe subskrypcje na książki, co było w jego czasach rzadkością. Pracował ponadto jako aukcjoner. Gröll wykonał ponadto matryce do druku biletów Dyrekcji Biletów Skarbowych oraz zaprojektował widniejące na nich symbole wolności, a także wizerunki polskiego orła i Pogoni.
Aktywny członek parafii ewangelicko-augsburskiej Św. Trójcy w Warszawie. W latach 1778–1782 Prezes Kolegium Kościelnego.
Synem Michała Grölla był Karol Gröll (1770–1852). W 1795 drukarnię przejął Jan Chrystian Gotfryd Ragoczy, zięć Michała; księgarnia, prowadzona przez Karola, została zlicytowana w 1806, zasoby księgarskie nabył Józef Zawadzki z Wilna.
Pochowany na cmentarzu ewangelicko-augsburskim przy ulicy Młynarskiej (aleja 2, grób 2).